# Wieloadresowość (informatyka)
Wieloadresowość (informatyka) – rozwiązanie wydajnościowe stosowane w informatyce. Może polegać na zastosowaniu w komputerze węzła (serwerze) lub klienta więcej niż jednej karty podłączonej do sieci IP, co pozwala na podniesienie i zrównoważeniu przepustowości serwera, a w przypadku klienta (gdy karty obsługują różnych dostawców) podnosi pewność połączenia internetowego. Innym przykładem jest stosowanie agentów wieloadresowych, które odpowiednio skonfigurowane są związane z wieloma grupami odbiorców - rozwiązanie takie wykorzystuje się np. w systemie Microsoft Operations Manager.